# Changesbowie
| Críticas profissionais | Críticas profissionais |
| Avaliações da crítica  | Avaliações da crítica  |
| Fonte                  | Avaliação              |
| ---------------------- | ---------------------- |
| Allmusic               | [ 1 ]                  |
| Robert Christgau       | (A)                    |

Changesbowie é um álbum de compilação de David Bowie, lançado 1990 pela Rykodisc nos Estados Unidos e pela EMI no Reino Unido. O álbum foi parte do programa de remasterização de Bowie com a Rykodisc, tendo substituído os álbuns cancelados Changesonebowiee Changestwobowie, da RCA Records.
Apesar da arte de capa ser geralmente vista como amadora ("uma colagem de recorte-e-cole escolar", segundo o autor David Buckley), a coletânea deu a Bowie seu primeiro topo nas paradas musicais britânicas desde Tonight, de 1984. Segundo o Guinness Book of British Hit Albums, o álbum foi "seu sétimo álbum a entrar para as paradas no n°1. Ninguém mais tinha começado já no topo tão frequentemente."